# لينغزا
لينغزا (بالإنجليزية: lingza)‏ هي منطقة سكنية تقع في الصين في أزمة التبت والصين. يقدر عدد سكانها بـ 224* نسمة وترتفع عن سطح البحر 3,760 متر.